# Districtul Béjaïa
Béjaïa este un district din provincia Béjaïa, Algeria.